# Soreyori no Prologue
Soreyori no Prologue là visual novel có chứa nội dung người lớn của Nhật Bản, được phát triển và phát hành bản chính thức bởi Minori. Phiên bản ban đầu của trò chơi được phát hành vào ngày 27 tháng 2 năm 2015 tại Nhật Bản trên hệ điều hành Microsoft Windows. Các sản phẩm khác đáng chú ý của Minori bao gồm Wind: A Breath of Heart, Ef: A Fairy Tale of the Two., Eden*. Lối chơi của Soreyori no Prologue thuộc loại visual novel truyền thống.

## Tổng quan

### Lối chơi
Hầu hết lối chơi trong Soreyori no Prologue yêu cầu ít sự tương tác của người chơi, phần lớn thời gian dành cho việc đọc lời thoại xuất hiện trên màn hình trò chơi. Trò chơi có nhiều mạch truyện và kết thúc khác nhau; cách chơi để dẫn đến các trường hợp đó bao gồm các "điểm quyết định" với nhiều lựa chọn, đó là lúc mà người chơi có thể chọn hướng đi của cốt truyện theo ý muốn, và kết thúc cũng tùy vào sự lựa chọn đó. Ở Soreyori no Prologue, người chơi chỉ có thể mở ra một kết thúc duy nhất. Người chơi có thể mở ra nội dung người lớn trong trò chơi ở phiên bản dành cho người lớn. Điểm đặc biệt của Soreyori no Prologue là có công nghệ nhép môi cho các nhân vật trong trò chơi. Công nghệ này giúp người chơi cảm giác nhân vật trở nên gần gũi và thực tế hơn.

### Nhân vật

#### Nhân vật chính
Miyasaka Shuu (宮坂 終)
Nhân vật nam chính mà người chơi hoá thân vào
Himeno Towa (姫野 永遠)
Lồng tiếng bởi: Kusuhara Yui
Bạn cùng lớp của Shuu. Towa là một học sinh ưu tú, người không muốn kết bạn với bất cứ ai. Cô ấy là người duy nhất mà Shuu không thể đọc được cảm xúc, vì cô ấy đã nói rằng, "có một bức tường vây quanh trái tim".
Sakurai Mayura (佐倉井 真響)
Lồng tiếng bởi: Haruta Kanon
Bạn cùng lớp và cũng là bạn thuở nhỏ của Shuu. Cô có tính cách cởi mở, kết thân với nhiều người không phân biệt giới tính.
Tsuzuki Haruka (都築 はるか)
Một trong những cô gái nổi tiếng ở trong trường và cũng là hậu bối của Shuu. Cô phải chịu đựng một số căn bệnh. Thân thiện và dễ gần với con trai. Vì lí do đó mà có nhiều cô gái ghen tị với Haruka. Thực chất bên trong, Haruka là một kẻ lừa dối và tìm kiếm niềm vui trong lừa dối và thao túng mọi người. Dẫu vậy cô vẫn cảm thấy rất bình thường với việc lừa dối của bản thân.

### Cốt truyện
Shuu là một người có khả năng đọc thấu được cảm xúc của người khác. Tuy nhiên việc đó chỉ đem lại cho cậu nỗi đau, đặc biệt là ở nơi đông người, như là ở chuyến tàu kín người. Một ngày, cậu nhận ra anh không thể đọc được cảm xúc của một cô gái ở trên tàu, mặc dù cậu đã tập trung năng lực vào người đó. Trước khi nhận ra, cậu đã quá chú tâm và theo đuổi biết thêm về cô gái đó dù chẳng biết tên. Cậu chỉ biết cô ấy học chung trường.
Đến một ngày mùa hè, cô gái đó đi lên tầng thượng của trường học thay vì vào lớp. Cậu hiếu kì đuổi theo lên tới tầng thường và bắt gặp đôi mắt lạnh như băng của cô ấy.
"Có một bức tường chắn lấy trái tim tôi. Cậu không thể nhìn thấu được nó đâu."
Chẳng biết vì sao cô gái này lại biết được năng lực của cậu.
Một chàng trai có khả năng đọc thấu cảm xúc của người khác. Một cô gái có thể khoá chặt con tim và cảm xúc phía sau bức tường.
Câu chuyện về hai con người này, bắt đầu từ mùa hè đó.